# خانه طباطبایی‌ها

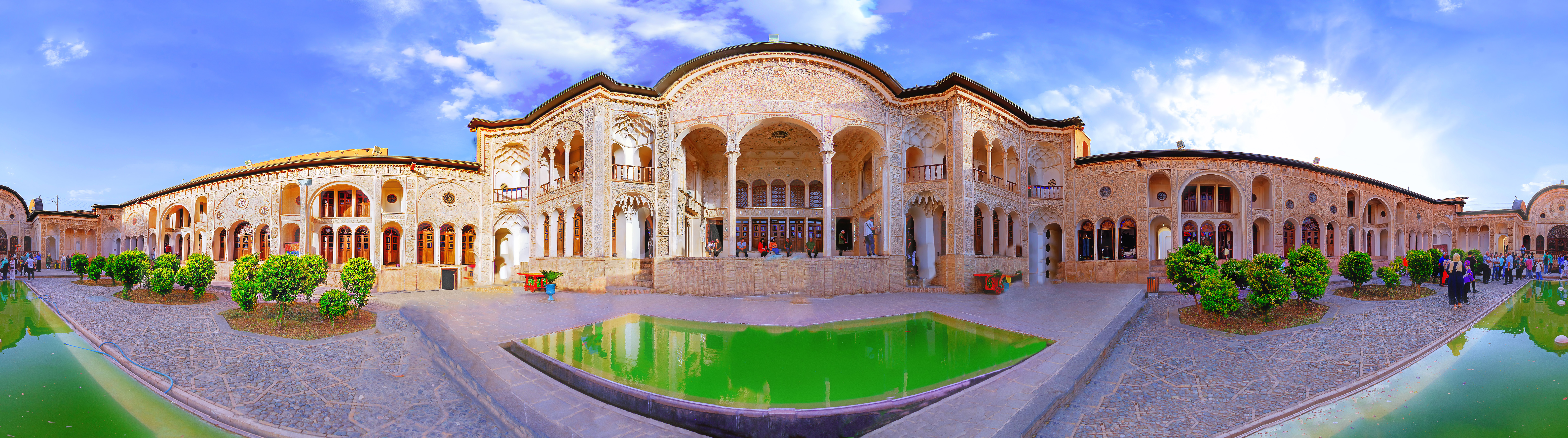
پانورامای خانه طباطبایی‌ها در کاشان

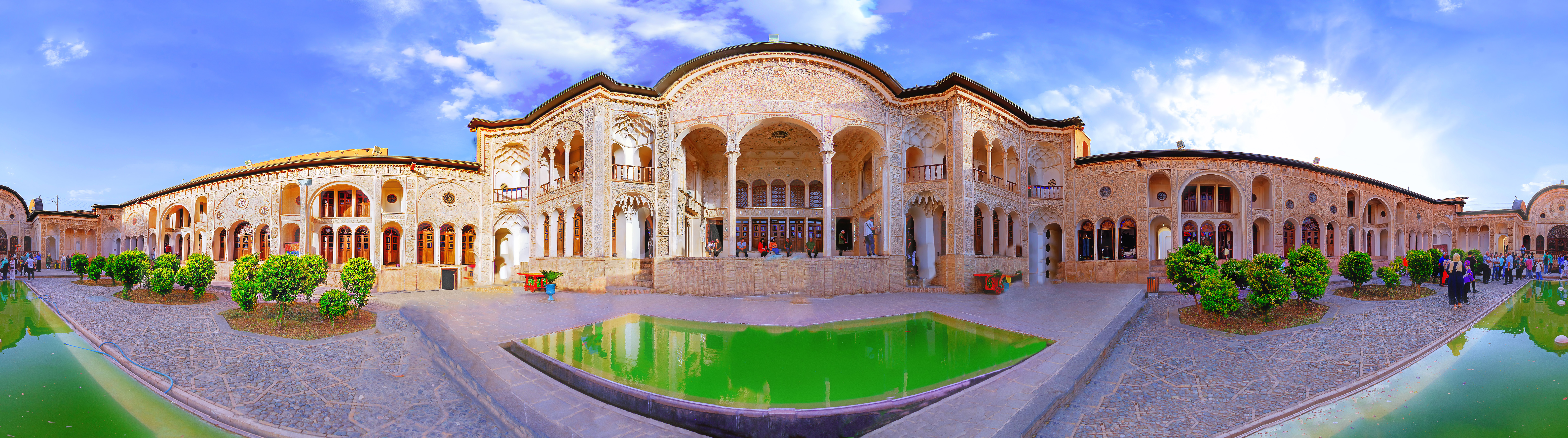

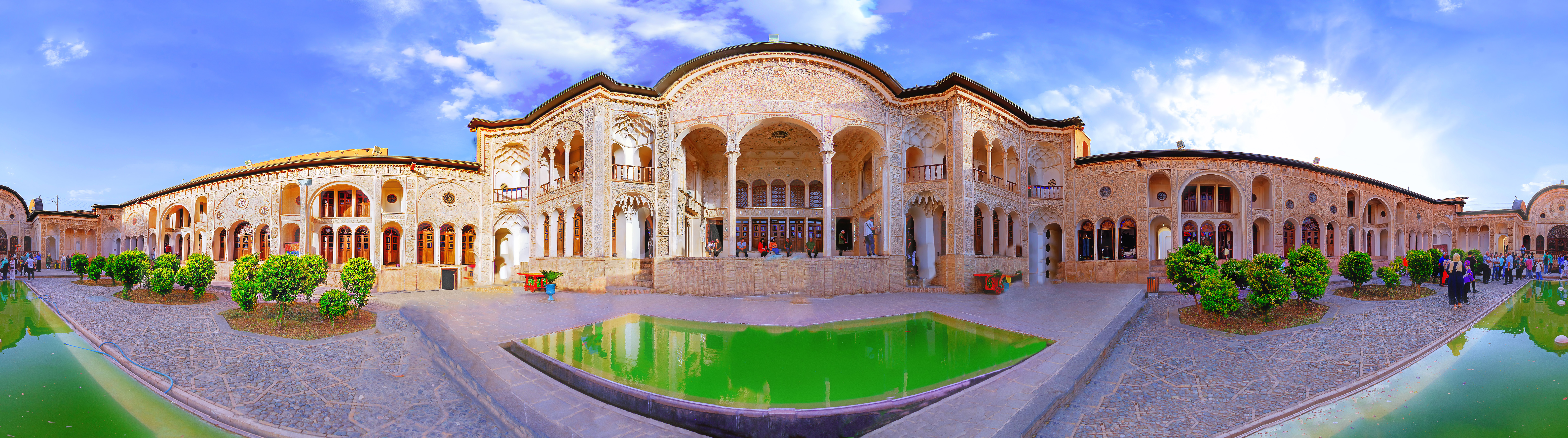
پانورامای خانه طباطبایی‌ها در کاشان

خانه طباطبایی‌ها که تحت شماره ۱۵۰۴ به ثبت رسیده، در نیمهٔ دوم سده ۱۳ هجری (مصادف با دوره قاجاریه) به‌وسیله سید جعفر طباطبایی نطنزی از بازرگانان کاشان در محله سلطان امیر احمد احداث شده‌است.
معمار سازندهٔ آن استاد علی مریم کاشانی و گچ بری‌ها و نقاشی‌های آن به وسیلهٔ شاگردان میرزا ابوالحسن صنیع الملک غفاری کاشانی، و زیر نظر وی انجام شده‌است.
این خانه ۴۷۳۰ مترمربع وسعت دارد و به سفارش سید جعفر طباطبایی در حدود سال ۱۲۵۰ هجری قمری استاد علی مریم کاشانی به عنوان طراح و سازنده سپرده شد. وی که سازنده خانه بروجردی‌ها و تیمچه امین الدوله نیز بود، توانست در مدت ۱۰ سال ساخت این خانه را به پایان برساند.
به دلیل آنکه صاحب خانه در کار تجارت فرش بود کلیه نقوش گچ بری از نقش‌های فرش ایرانی و گل و مرغ اسلیمی الهام گرفتند و در نهایت شکوه اجرا شدند.
این خانه مشتمل بر چهار صحن و حیاط می‌شود که حیاط مرکزی متعلق به قسمت بیرونی و دو حیاط متعلق به اندرونی و یک حیاط متعلق به خدمه بوده‌است.
قسمت اندرونی خانه شامل اتاق پنج دری ساده در مرکز و دو حیاط در دو طرف آن و دارای سردابهایی که بادگیر‌ها هوا را در آن جریان می‌دهند که این قسمت محل سکونت خانواده طباطبایی بوده‌است. حیاط ضلع شمال غربی بزرگتر و تعداد اتاق‌های آن بیشتر و دارای سرسرای پذیرایی مجزایی است. در زیر قسمت اندرونی مخصوصاً اتاق مرکزی، سرداب بزرگی قرار دارد که دارای مشخصات منحصربه‌فرد خود است و به علل مختلفی مانند وجود بادگیر، سقف ضربی، نوع مصالح به کار رفته در بدنه، دو جداره بودن بدنه، وجود حوضی که قبلاً در مرکز سرداب بوده، اختلاف ارتفاع با سطح کوچه حدود ۸ تا ۱۰ متر و نسیم خنکی که از سطح حوض حیاط مرکزی وارد زیر زمین می‌شود، باعث شده‌است تا به خصوص در فصل تابستان ۱۵ تا۲۰ درجه اختلاف دما بین زیرزمین و بیرون آن مشاهده شود.
قسمت بیرونی خانه شامل تالار بزرگ (شاه نشین) در مرکز با نورگیرها و پنجره‌های مشبک رنگی و پنجره‌های کناری دو جداره که عمودی باز و بسته می‌شوند. این اتاق دارای تزیینات نقاشی و آینه‌کاری و گچبری‌های جالب از جمله پنجره‌های مشبک گچی است که همچون پارچه توری ظریفی به نظر می‌رسد. در دو طرف اتاق شاه‌نشین اتاق‌های گوشواره بنا شده‌است. در جلوی اتاق شاه‌نشین، ایوانی با آیینه‌کاری و گچ‌بری‌های جالب دیده می‌شود. در طرفین تالار بزرگ دو حیاط خلوت و نورگیر به‌صورت قرینه یکدیگر احداث شده‌است که دارای تابلوهای بدیع نقاشی هستند و از نفایس آثار هنری این دیار به‌شمار می‌آیند. اسناد و قراین نشان می‌دهد که هنرمند بزرگ و نقاش باشی دربار ناصرالدین شاه قاجار یعنی میرزا ابوالحسن غفاری کاشانی ملقب به «صنیع الملک» با مالک خانه دوستی نزدیکی داشت، لذا در اجرای گچ‌بری‌ها و ترسیم نقاشی‌های این خانه نظارت داشته‌است و این مطلب ارزش و اعتبار تزیینات خانه طباطبایی را بسیار افزایش می‌دهد.

## وضعیت فعلی
در بین سال‌های ۱۳۷۴ تا ۱۳۷۶ خانهٔ طباطبایی‌های کاشان با حمایت سازمان میراث فرهنگی و شهرداری کاشان به هیئت امنای مرمت و احیای ابنیه تاریخی کاشان سپرده شد تا طبق نقشه اولیه بازسازی و مرمت شود. در حال حاضر این خانه در اختیار سازمان رفاهی و تفریحی شهرداری کاشان است و امکان بازدید از این خانه تاریخی با تهیه بلیت فراهم است.

## سریال‌های ساخته شده در خانه طباطبایی‌ها
- قبله عالم
- بانوی عمارت
- سریال جیران

## نگارخانه

شاه‌نشین در خانه طباطبایی‌ها. در پشت تخت، «۵ دری» که از اجزای معماری سنتی ایرانی است، قابل مشاهده است
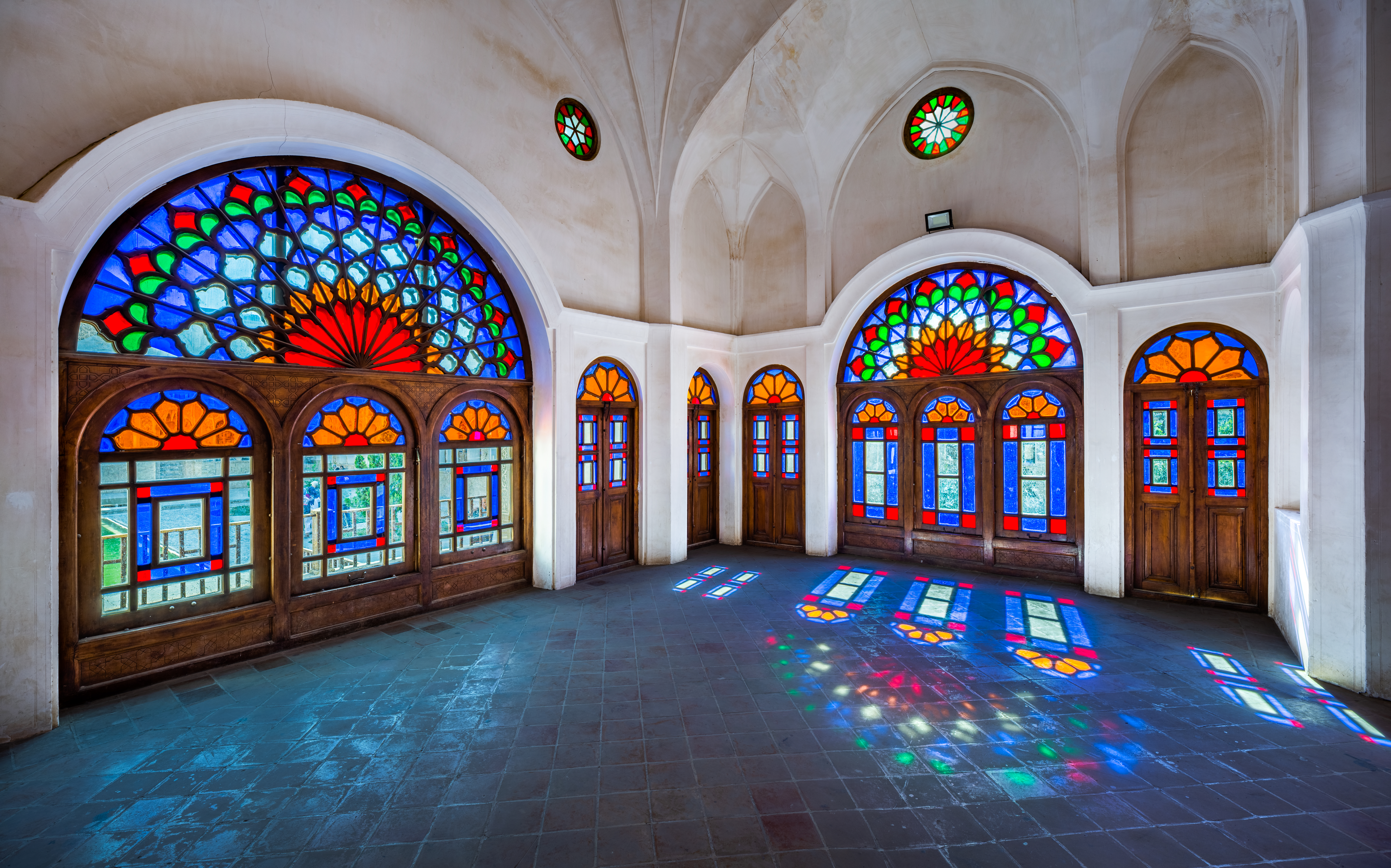
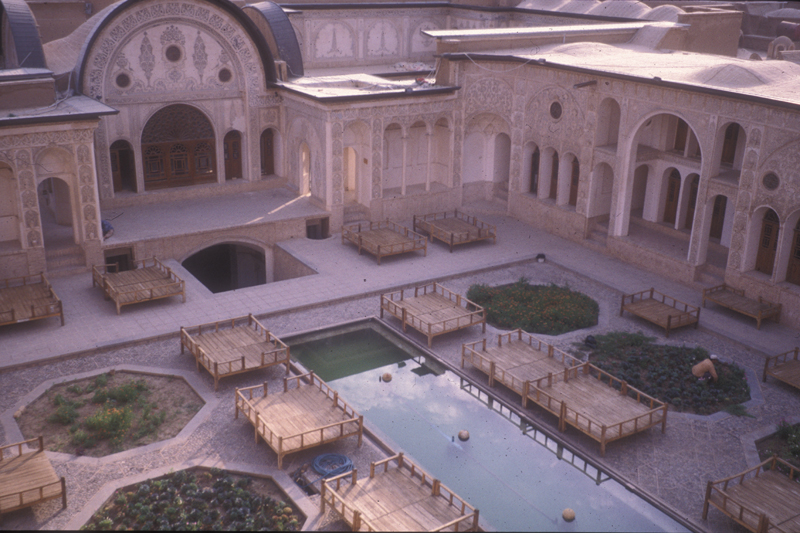
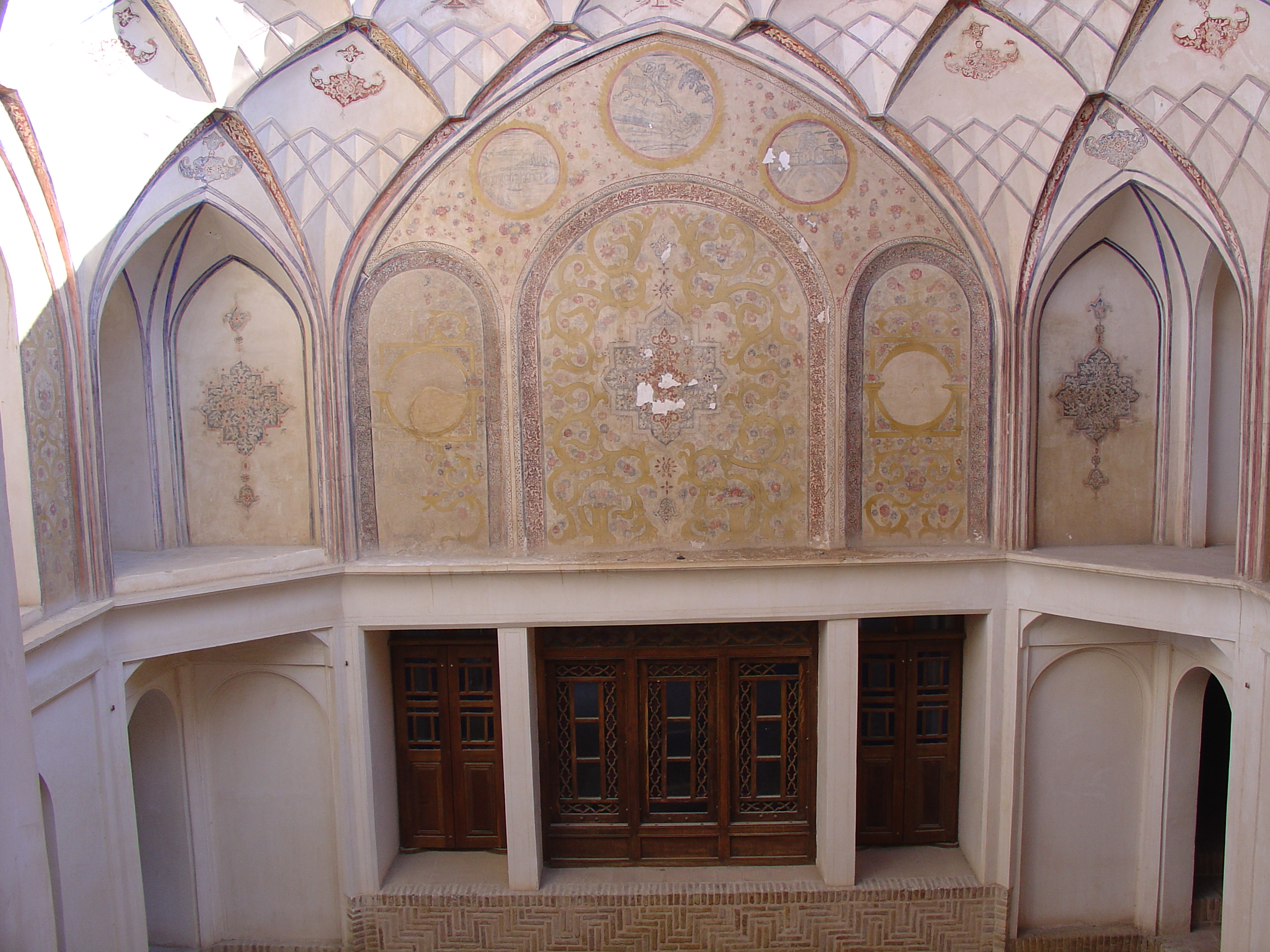
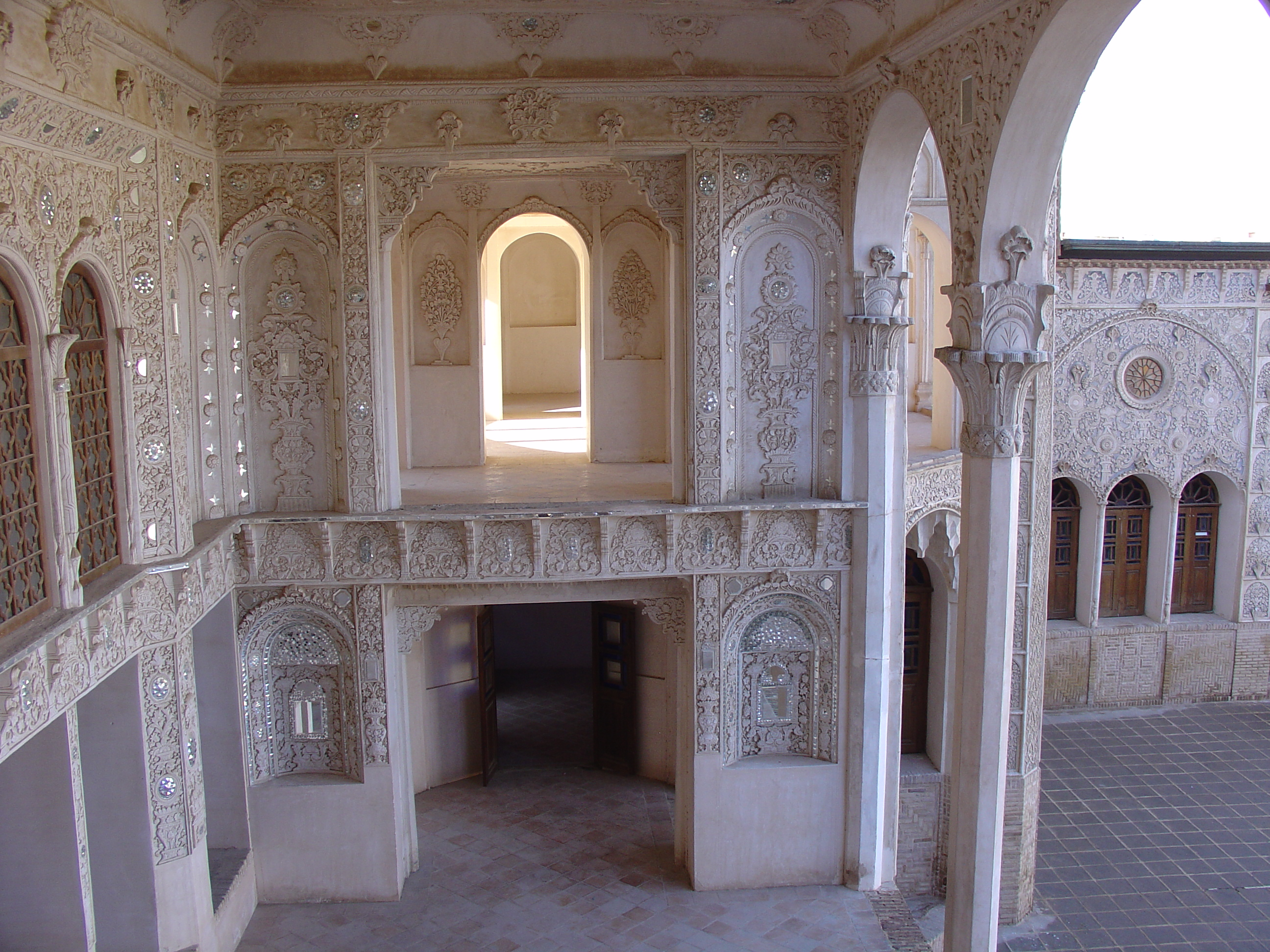
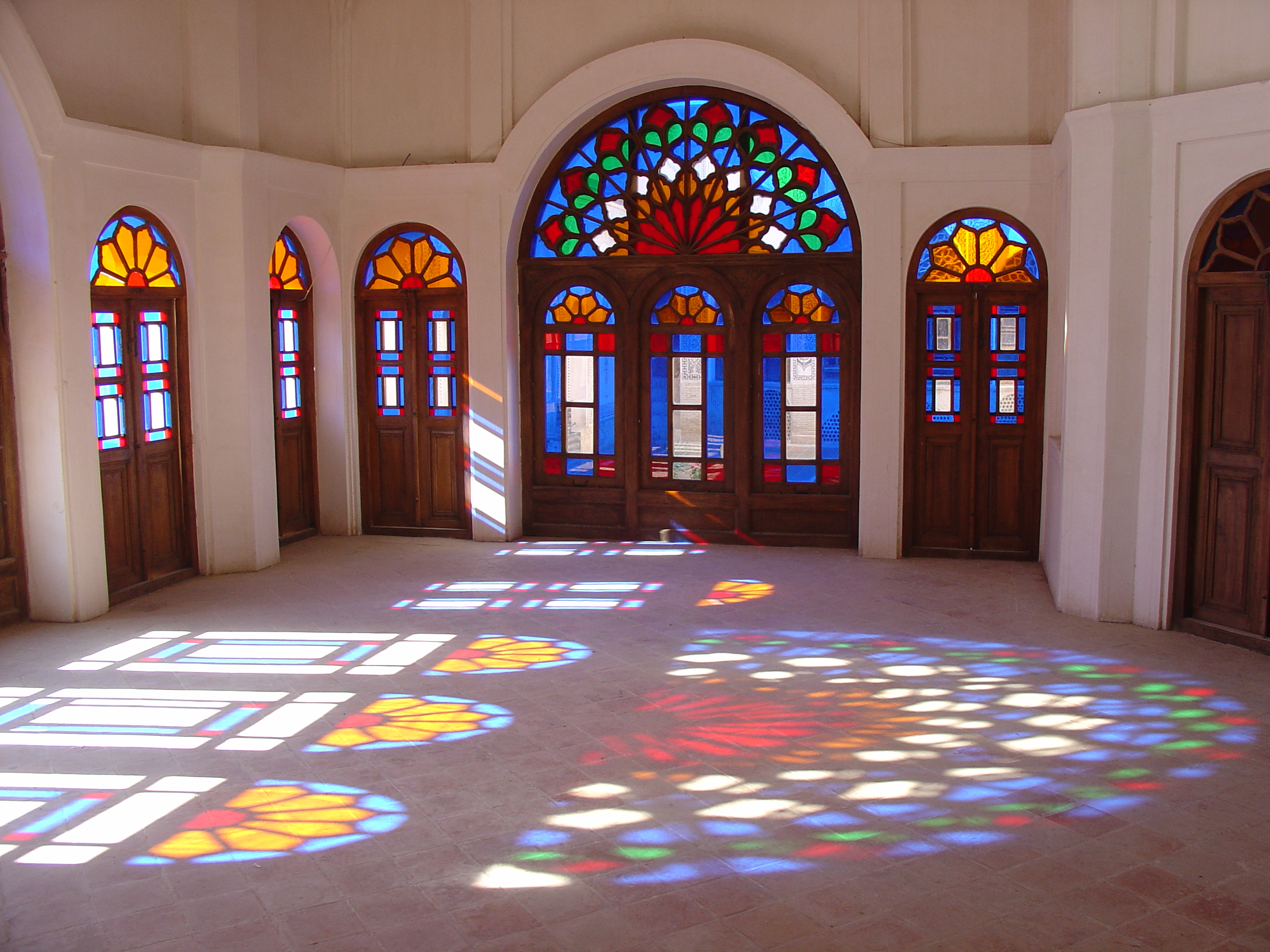
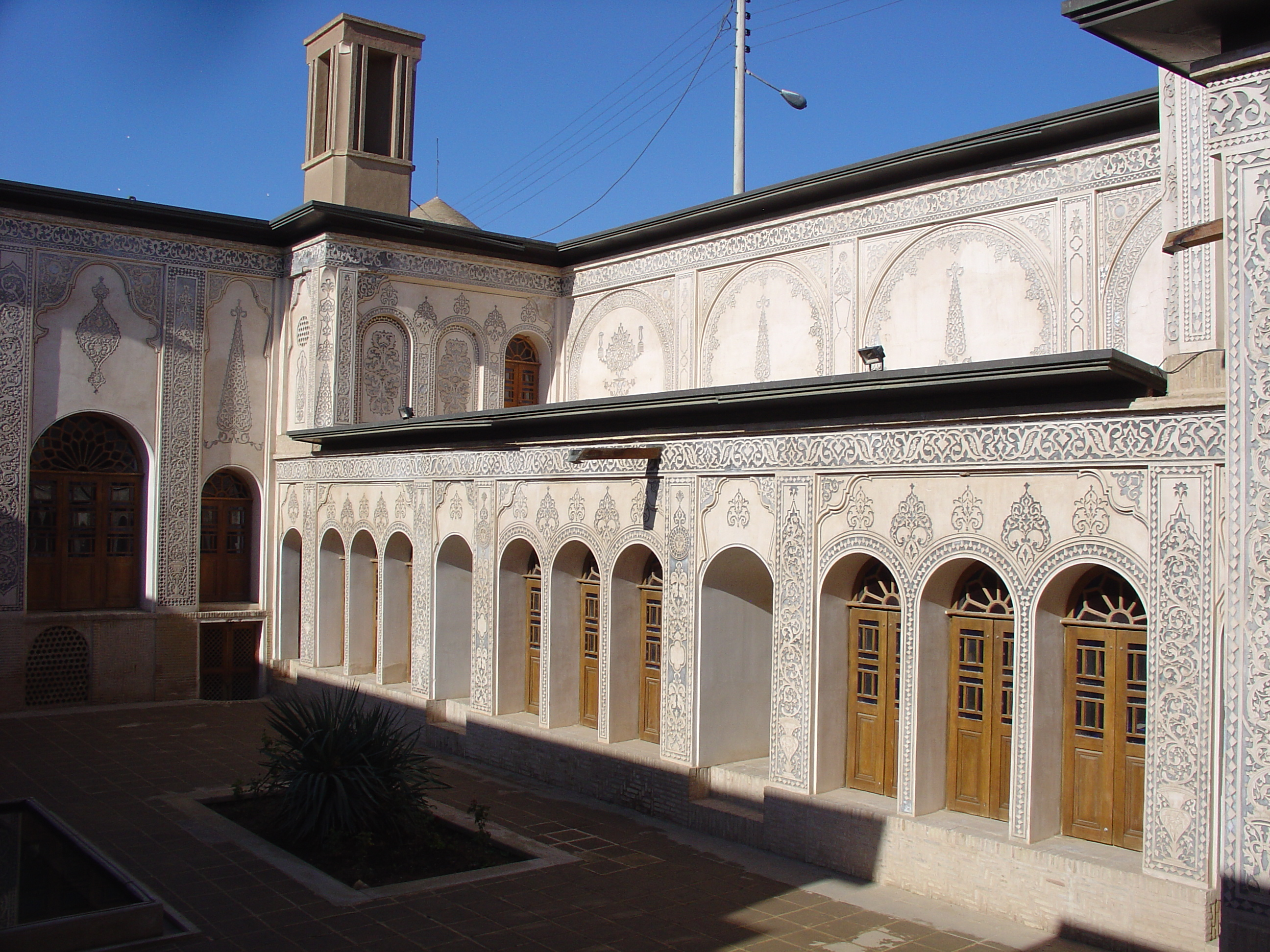
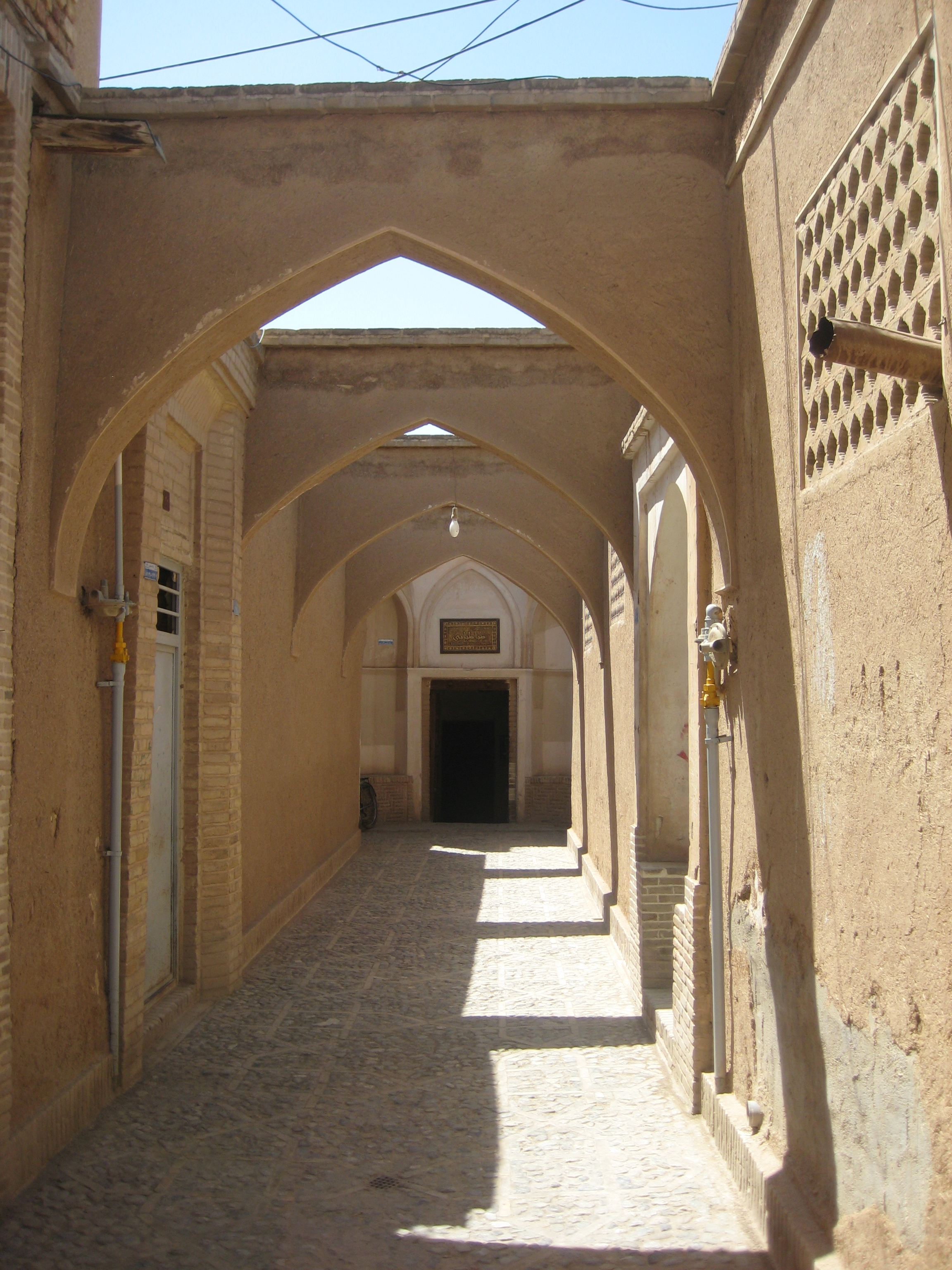
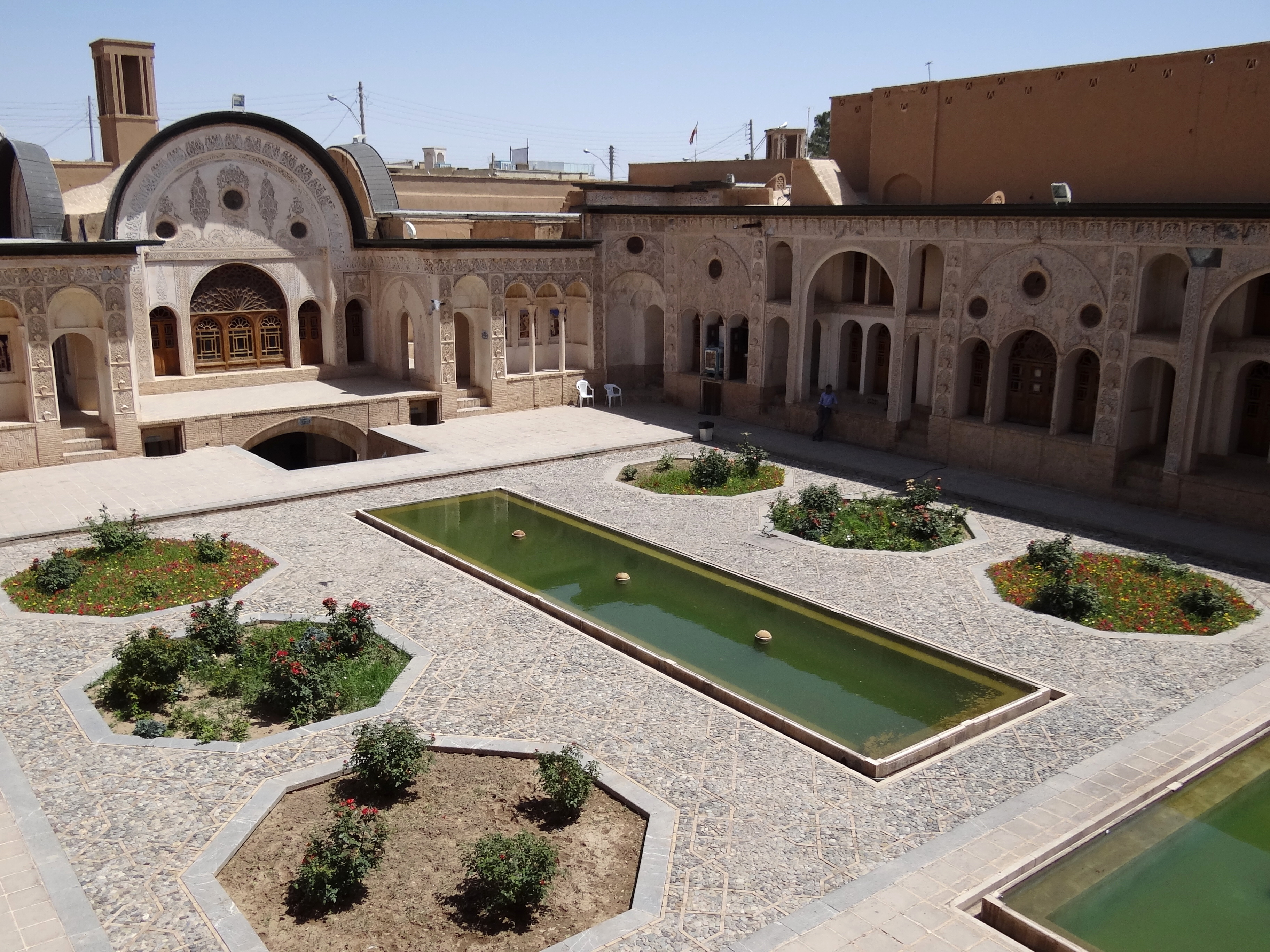
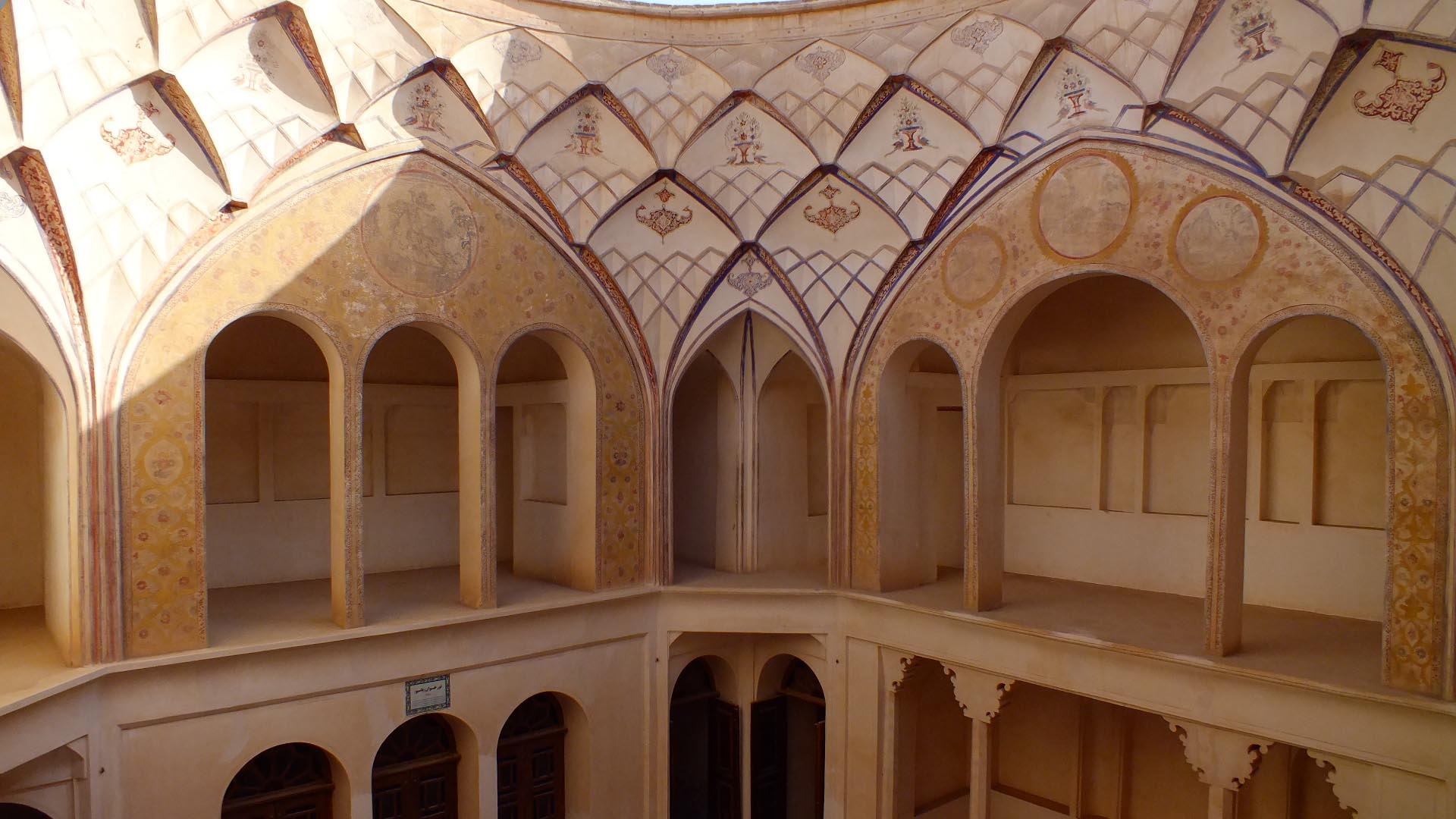
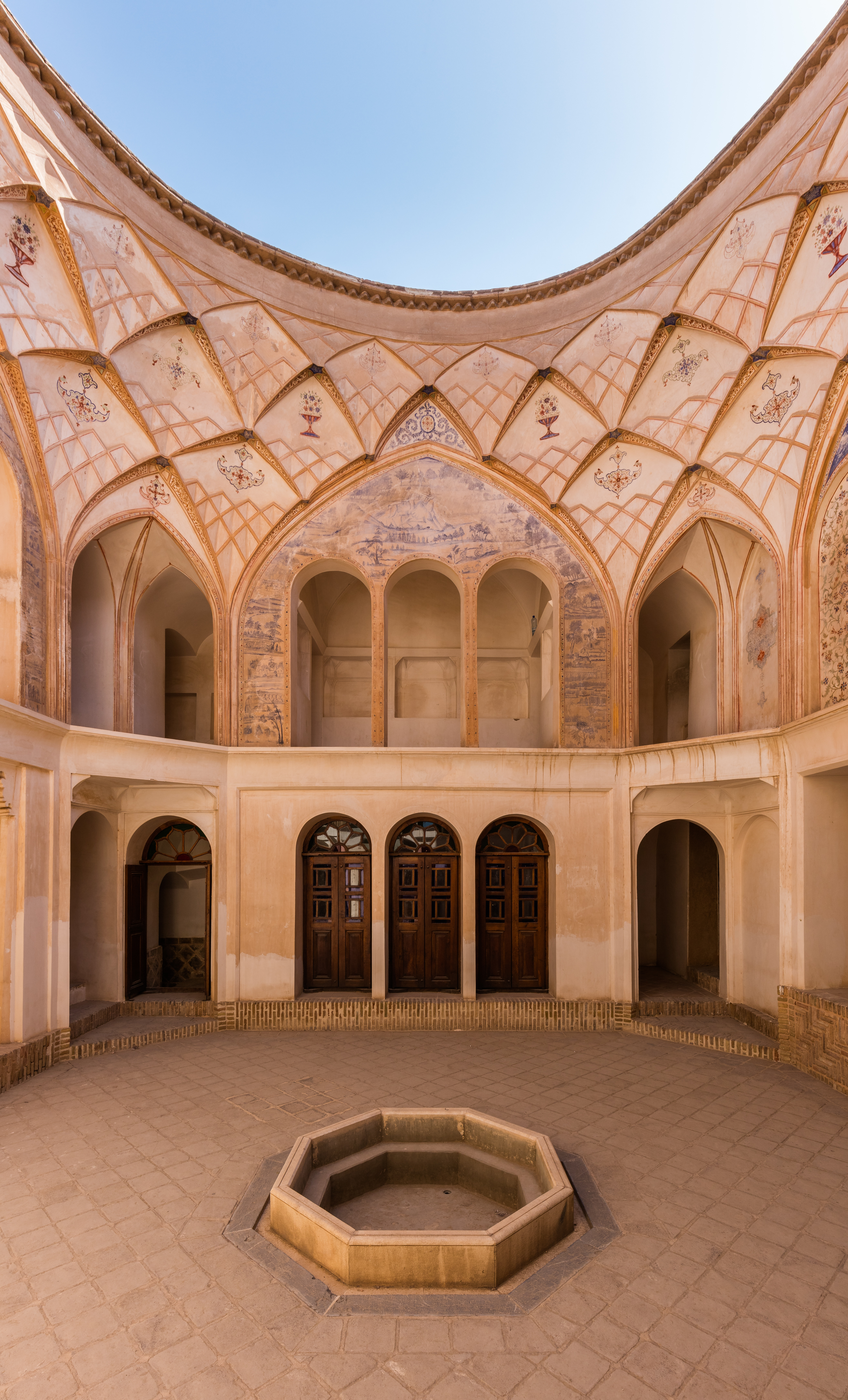